# Какаш Ратот
Какаш Ратот (венг. Rátót nembeli Kakas; ? — 15 июня 1312) — венгерский дворянин и военный на рубеже XIII-XIV веков, который служил конюшим при дворе претендента Вацлава Чешского (Ласло V) в эпоху междуцарствия. Вместе со своим родственниками он позднее присоединился к Карлу I Роберту. Он погиб в битве при Розгановцах в 1312 году. Он был прародителем дворянской семьи Какаш де Каза.

## Семья
Какаш (также Кокаш или Кокош) родился в знатном и влиятельном роде (клане) Ратот. Сын Иштвана I Ратота, который был доверенным лицом королевы Елизаветы Куманской и занимал несколько должностей при её дворе с 1265 года. Вполне вероятно, что единственная известная жена Иштвана Аглент Смарагд не была матерью Какаша. Она всё ещё была жива в 1327 году и была монахиней в монастыре Сибиллы в Буде. Её братья Ладислав и Айнард были служили при королевском дворе ещё в 1350 году. У Какаша было четыре известных брата: старший из них, Доминик II, считался фактическим главой семьи и могущественным бароном на протяжении десятилетий. Лоуренс был убит в битве при озере Ход (недалеко от современного города Ходмезёвашархей) в 1282 году. Ладислав Ратот был баном Славонии в 1300 году и предком семьи Тари. Самым младшим братом был Леустах III (также «Великий»). Он был впервые упомянут в исторических актах только в 1338 году, таким образом, он был предположительно намного моложе своих остальных братьев, а его мать, возможно, была Аглент Смарагд.
Какаш Ратот женился на одной из дочерей Пала Визонтаи, который происходил из компольтской линии рода (клана) Аба. У них был сын Янош, который стал первым членом знатного рода Какаш де Каза, проживавшего в Шайоказе. Эта семья угасла в 1488 году, в то время как её боковая ветвь, семья Гюлафи де Каза, прервалась в 1522—1524 годах.

## Карьера
Во время правления короля Андраша III в последнем десятилетии XIII века, Какаш Ратот следовал политической ориентации своего старшего брата Доминика. Как верный сторонник короля, он был сделан ишпаном комитатов Бодрог и Тольна к февралю 1300 года. Какаш владел земельными участками в графствах Гемер и Боршод. Он жил в Сереге (современный Шурице в Словакии), где построил укреплённый замок на вершине так называемого «Совиного замка» (словац. Soví hrad, венг. Bagolyvár). Форт был разрушен к концу XIV века.
После смерти короля Андраша III и угасания династии Арпадов в 1301 году Какаш Ратот вместе с другими членами своего клана поддержал притязания двенадцатилетнего принца Вацлава Чешского на венгерский трон в возникающей гражданской войне. Он был членом венгерской делегации, которая отправилась в Чехию и предложила корону молодому принцу. Его отец, чешский король Вацлав II, встретился с венгерскими посланниками в Годонине в начале августа и принял их предложение от имени своего сына. Когда Вацлав II сопровождал своего сына в Венгрию и разбил лагерь в Кочине 12 августа, он издал королевскую хартию, в которой — без какого-либо юридического основания он передал деревню Варкони в графстве Сольнок[уточнить] Какашу за его верную службу. Вполне вероятно, что Какаш сыграл важную роль в переговорах в Чехии и был одним из ключевых сторонников молодого Вацлава вместе со своим старшим братом Домиником Ратотом. Какаш был назван конюшим королевским указом Вацлава в начале 1303 года.
Поскольку положение Вацлава в Венгрии резко ослабло в предыдущие годы, его отец решил взять его обратно в Богемию летом 1304 года. Он даже взял с собой в Прагу корону Святого Иштвана. Вскоре Какаш принёс клятву верности Карлу Роберту Анжуйскому вместе со своим двоюродным братом Роландом II Ратотом. Когда Карл Роберт заключил союз со своим двоюродным братом Рудольфом III Австрийским против Чехии, в Прессбурге (ныне Братислава в Словакии) 24 августа, Какаш Ратот также присутствовал в качестве одного из его сторонников. Какаш присутствовал на сейме в Ракоше 10 октября 1307 года, что были подтверждены претензии притязания Карла Роберта на венгерский престол. Вместе со своими братьями Домиником и Ладиславом он присутствовал на собрании сословий 27 ноября 1308 года в Пеште, где Карл Роберт был единогласно провозглашён королём Венгрии. Его персона была представлена Домиником на второй коронации Карла I Роберта 15 июня 1309 года. Какаш храбро сражался против войск Матуша Чака в 1300-х годах, когда могущественный олигарх угрожал владениям Ратотов в комитате Ноград. Какаш участвовал в королевском военном походе против сыновей Амадея Аба летом 1312 года. Он был убит в битве при Розгановцах 15 июня 1312 года, находясь в рядах королевской армии. Карл I с теплотой в сердце вспоминал своего верного солдата ещё в 1323 году и запретил всем судебным инстанциям судить его, его сына Яноша или даже его отпрысков за любую несправедливость и господство, совершённые ими.